# Higuera de Llerena
Higuera de Llerena es un municipio español, perteneciente a la provincia de Badajoz (comunidad autónoma de Extremadura).

## Situación
Se encuentra en pleno centro de la comarca de Campiña Sur y pertenece al partido judicial de Llerena. En su término municipal se encuentra la pedanía de Rubiales.

## Historia
En 1594 formaba parte de la provincia León de la Orden de Santiago como aldea de Llerena, junto con Maguilla y Cantalgayo. 

### Consolidación como municipio.
Hasta 1786 perteneció al municipio de Llerena.
A la caída del Antiguo Régimen la localidad, entonces conocida como Higuera, se constituye en municipio constitucional en la región de Extremadura. Desde 1834 quedó integrado en el partido judicial de Llerena. En el censo de 1842 contaba con 66 hogares y 275 vecinos.
En 1929, durante el período conocido como Directorio Civil (1925-1930) de la Dictadura de Primo de Rivera, la localidad solicitó cambiar su nombre por el de "María Cristina" , en honor de la que fuera regente María Cristina de Habsburgo-Lorena, fallecida en ese año.

## Demografía
Higuera de Llerena cuenta con una población de 339 habitantes (INE 2024).
| Gráfica de evolución demográfica de Higuera de Llerena entre 1842 y 2021                                                                                        |
| |
| Población de derecho según los censos de población del INE. Población de hecho según los censos de población del INE.En este censo se denominaba Higuera: 1842. |

## Turismo

### Monumentos y lugares de interés
- Iglesia de Nuestra Señora del Valle.[6] (Siglo XVI)
- Ermita del Cristo del Humilladero.
- Ermita de San Isidro. En la pedanía de los Rubiales. Recientemente restaurada por el Ministerio de Fomento.
- Yacimiento arqueológico de la Mesilla (prerromano), aún por excavar.
- fuente de sala.

### Fiestas locales
- Fiesta de San Isidro Labrador (15 de mayo). En la pedanía de Los Rubiales
- Fiesta del Emigrante (En agosto)
- Virgen Nuestra señora del Valle (8 de septiembre, fiesta mayor)

### Mapas
ibercultura